# داریا
داریا (به عربی: داریا) شهری در ریف دمشق در کشور سوریه واقع شده‌است. جمعیت این شهر ۷۳٫۳۶۲ نفر است.

## دوران جنگ داخلی سوریه
داریا در دوران جنگ داخلی سوریه شاهد جنگهای سنگینی بوده‌است. این شهر نقطه کانون‌های اولیه برای اعتراضات ضد دولتی بود. در اوت ۲۰۱۲، شورشیان ادعا کردند که نیروهای ارتش سوریه دست به کشتار جمعی زده‌اند که بعدها به عنوان کشتار داریا شناخته شد به گفته شورشیان، دومین کشتار در ۴ ژانویه ۲۰۱۳ اتفاق افتاد. با این حال، با ادامه جنگ در سال ۲۰۱۳، کنترل این شهر به دست شورشیان افتاد.
تا اواسط سال ۲۰۱۶، ارتش سوریه حدود ۶۵ درصد داریا را کنترل کرد، و به‌طور پیوسته پیشرفت می‌کرد و محاصره را تشدید می‌کرد. در اوت سال ۲۰۱۶ توافق‌نامه ای برای تخلیه شورشیان و همچنین غیرنظامیان اجرا شد. حدود ۷۰۰ شورشی به‌طور ایمن به پایگاه اصلی شورشیان به ادلب منتقل شدند. این توافق اساساً تسلیم شورشیان بود.
در میان بمب‌گذاری‌ها و درگیری‌های مداوم، گروهی از جوانان (اغلب دانشجویان سابق کالج) یک کتابخانه عمومی زیرزمینی تأسیس کرده‌اند که مجموعه‌ای از بیش از ۱۵٬۰۰۰ کتاب را گردآوری کرده‌است. بیشتر این کتاب‌ها در زیر آوار خانه‌های ویران یافت شده‌اند و کتابداران نام مالک خانه را مستند می‌کنند تا کتاب‌ها بعداً، پس از جنگ بازگردانده شوند.